# Чемпионат мира по шорт-треку среди юниоров 2011
Чемпионат мира по шорт-треку среди юниоров 2011 года проходил с 25-27 февраля в Курмайёре (Италия).
Чемпионат включает в себя четыре дистанции — 500, 1000, 1500 и 1500 метров — суперфинал. На дистанциях сначала проводятся предварительные забеги, затем лучшие шорт-трекисты участвуют в финальных забегах. Чемпионом мира становится спортсмен, набравший наибольшую сумму очков по итогам четырёх дистанций. В случае равенства набранных очков преимущество отдаётся спортсмену занявшему более высокое место в суперфинале на дистанции 1500 м. Также проводятся с 2001 года эстафеты по три человека у девушек и у юношей на 2000 м. С 2011 года в эстафетах участвует по четыре человека на дистанциях 3000 м. С 2019 года абсолютный чемпион не разыгрывается.

## Общий медальный зачёт
| Место | Страна           | Золото | Серебро | Бронза | Всего |
| ----- | ---------------- | ------ | ------- | ------ | ----- |
| 1     | Республика Корея | 5      | 4       | 1      | 10    |
| 2     | Италия           | 2      | 0       | 1      | 3     |
| 3     | Великобритания   | 1      | 2       | 1      | 4     |
| 4     | Китай            | 1      | 1       | 6      | 8     |
| 5     | Франция          | 1      | 0       | 0      | 1     |
| 6     | Канада           | 0      | 1       | 1      | 2     |
| 7-8   | Япония           | 0      | 1       | 0      | 1     |
| 7-8   | Нидерланды       | 0      | 1       | 0      | 1     |

## Медалисты

### Юноши
| Дисциплина        | Золото                                                    | Серебро                                                 | Бронза                                                         |
| ----------------- | --------------------------------------------------------- | ------------------------------------------------------- | -------------------------------------------------------------- |
| 500 м             | Лю Сунбо Китай                                            | У Дацзин Китай                                          | Джек Уэлборн Великобритания                                    |
| 1000 м            | Джек Уэлборн Великобритания                               | Со И Ра Республика Корея                                | Ши Цзиннань Китай                                              |
| 1500 м            | Со И Ра Республика Корея                                  | Джек Уэлборн Великобритания                             | Ли Хё Бин Республика Корея                                     |
| 1500 м суперфинал | Со И Ра Республика Корея                                  | Джек Уэлборн Великобритания                             | Ши Цзиннань Китай                                              |
| Многоборье        | Со И Ра Республика Корея                                  | Джек Уэлборн Великобритания                             | У Дацзин Китай                                                 |
| Эстафета-3000 м   | Себастьен Лепап Тибо Кроле Алексис Ян Венсан Жаннитрапани | Минто Секаи Кейта Ватанабэ Хироки Ёкояма Масаси Ёсикава | Максим Готье Патрик Даффи Пьер-Оливье Ганьон Александр Сен-Жан |

### Девушки
| Дисциплина        | Золото                                                          | Серебро                                                | Бронза                                     |
| ----------------- | --------------------------------------------------------------- | ------------------------------------------------------ | ------------------------------------------ |
| 500 м             | Мартина Вальчепина Италия                                       | Лара Ван Рёйвен Нидерланды                             | Линь Мэн Китай                             |
| 1000 м            | Ан Се Джун Республика Корея                                     | Но До Хи Республика Корея                              | Сяо Хань Китай                             |
| 1500 м            | Чхон Хи Джун Республика Корея                                   | Ан Се Джун Республика Корея                            | Линь Мэн Китай                             |
| 1500 м суперфинап | Чхон Хи Джун Республика Корея                                   | Но До Хи Республика Корея                              | Ан Се Джун Республика Корея                |
| Многоборье        | Чхон Хи Джун Республика Корея                                   | Ан Се Джун Республика Корея                            | Мартина Вальчепина Италия                  |
| Эстафета-3000 м   | Мартина Вальчепина Арианна Вальчепина Элена Вивьяни Еления Тота | Синтия Машитто Энн Вероник-Мишо Лори Марсо Кортни Кмир | Цзинь Цзинчжу Сяо Хань Линь Мэн Чжан Шаоян |